# Shmuel Halkin
Shmuel Zalmanovich Halkin (en ruso: Самуил Залманович Галкин; Rahachow, 5 de diciembre de 1897 – Moscú, 21 de septiembre de 1960), también conocido como Samuil Galkin, fue un poeta soviético de religión judía, quien escribió poesía lírica, y tradujo muchos escritores al yiddish.

## Biografía
Halkin nació en Rahachow, en entonces parte del Imperio ruso (actual Bielorrusia) el 5 de diciembre de 1897. Fue el menor de nueve hijos, en un hogar de judíos jasídicos. Fue primo del novelista Simon Halkin, y del profesor Abraham Halkin.
Desde niño ha estado interesado en la cultura judía, y antes de convertirse en poeta, dedicó parte de su juventud en la pintura y la literatura. Comenzó escribiendo poesía en hebreo, pero a partir de 1921, comenzó a redactarlas en yiddish.
Sus primeros poemas fueron publicados en 1917 en una antología. Posteriormente se mudó a Moscú en 1922, después de haber vivido en Kiev durante un año, donde publicó su primera compilación de poemas, titulado Lider (Canciones), con la ayuda de David Hofstein. Esta obra no solo sería el inicio de su carrera literaria, sino que también serían las bases fundacionales de la poesía judeo-soviética. Tanto esta como sus posteriores obras obtendrían aclamación dentro de los círculos de poesía lírica.
Durante la Segunda Guerra Mundial, Halkin fue miembro del Comité Judío Antifascista, y fue parte del equipo editorial de su periódico Eynikayt, donde escribió sobre el Shoah. Halkin desarrollaría una relación cordial con su compañero de comité y vecino, el también poeta Peretz Markish. Fue arrestado en 1949 junto con otros miembros del comité, pero evitó ser ejecutado junto con ellos en 1952, debido a que había sufrido un ataque cardíaco mientras estaba en prisión, y tuvo que ser hospitalizado. Fue puesto en libertad en 1955.
Junto a sus obras originales, Halkin también se hizo conocido por traducir los poemas de Pushkin, Yesenin, Blok, Mayakovsky y El rey Lear de Shakespeare al yiddish. Esta última fue dirigida por Sergei Radlov, y estrenada en el Teatro Judío Estatal de Moscú.
Halkin apoyó el sionismo, y fue criticado por defender el nacionalismo judío.
Halkin falleció el 21 de septiembre de 1960 en Moscú, durante el segundo día de Rosh Hashaná. Fue enterrado en el Cementerio Novodevichy.
Tras su muerte, se publicarían póstumamente varias de las obras de Halkin, en particular su obra sobre el coro de la sexta sinfonía de Mieczysław Weinberg.

## Ambientaciones musicales
- Mieczyslaw Weinberg: 6 canciones judías op.17 1944, en yiddish.